# Athetis lapidosa
Athetis lapidosa là một loài bướm đêm trong họ Noctuidae.